# Влковце
Влковце (словац. Vlkovce) — село в Словаччині, Кежмарському окрузі Пряшівського краю.
В селі є дитсадок, початкова школа, бібліотека, футбольне поле.

## Географія
Розташоване на півночі східної Словаччини в південно—західномій частині Левоцьких гір в долині потока Дуранд. Протікають Тварожнянський потік і Бицир.

## Історія
Вперше село згадується у 1268 році.

## Населення
| Рік:            | 1994. | 2004.    | 2014.   | 2024.   |
| --------------- | ----- | -------- | ------- | ------- |
| Кількість осіб: | 383   | 444      | 480     | 494     |
| Різниця:        |       | +15,92 % | +8,10 % | +2,91 % |

| Рік:            | 2023. | 2024.   |
| --------------- | ----- | ------- |
| Кількість осіб: | 494   | 494     |
| Різниця:        |       | -1,42 % |

В селі проживає 469 осіб.
Національний склад населення (за даними останнього перепису населення — 2001 року):
- словаки — 99,31 %
- поляки — 0,46 %

Склад населення за приналежністю до релігії станом на 2001 рік:
- римо-католики — 99,08 %,
- греко-католики — 0,23 %,
- не вважають себе віруючими або не належать до жодної вищезгаданої церкви — 0,46 %